# Skrivena Luka

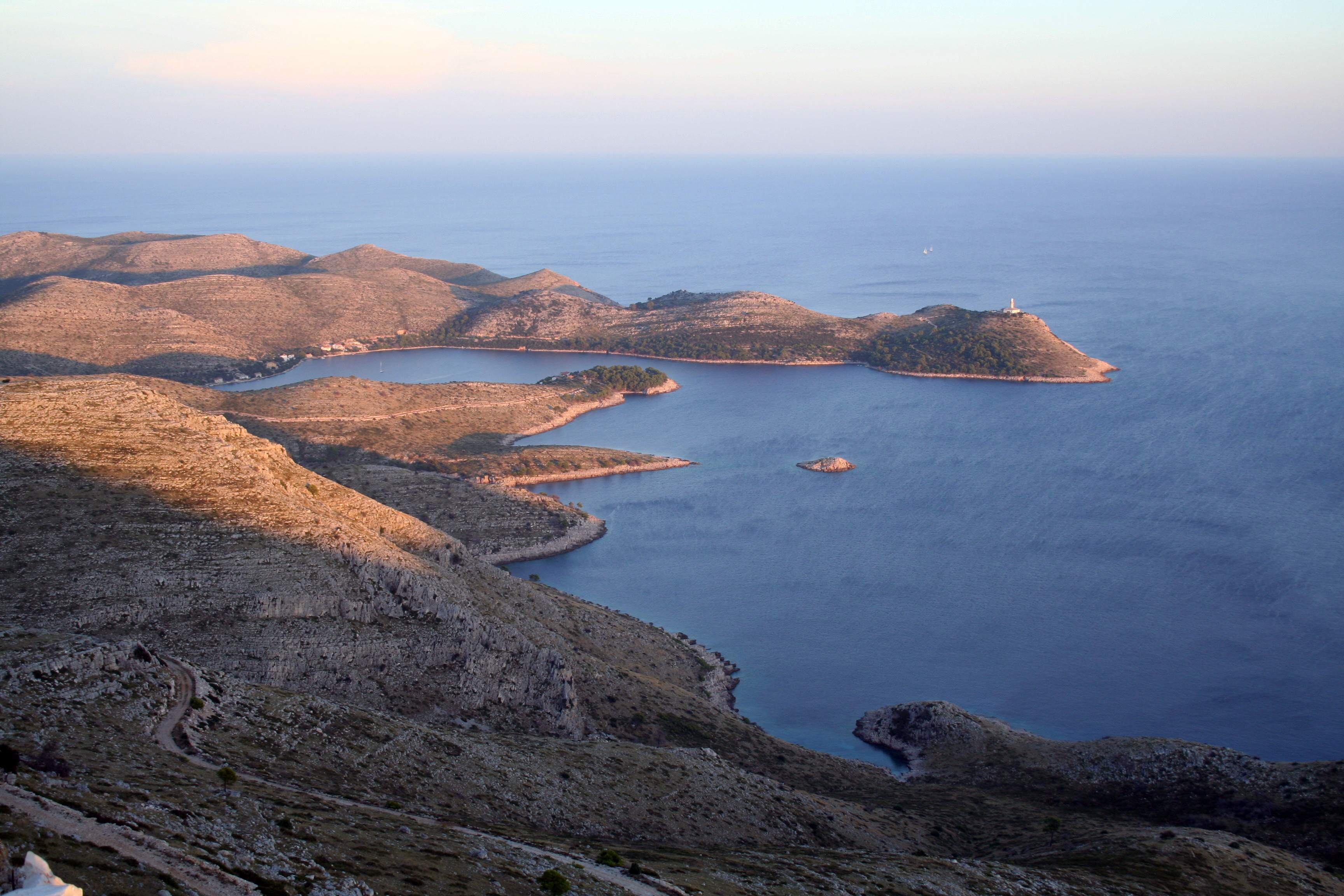
Jižní pobřeží Lastova, Skrivena Luka v pozadí

Skrivena Luka je chorvatská vesnice na ostrově Lastovo v Jaderském moři. V roce 2001 zde žilo 18 obyvatel. Skrivena Luka (v překladu Skrytý přístav) se nachází v dobře kryté zátoce na jižním pobřeží Lastova. Je zde přístavní molo s muringy, patřící místní restauraci, i možnost kotvení.